# Talbot Samba
El Talbot Samba es un automóvil de turismo del segmento B producido por el fabricante francés PSA y comercializado bajo la marca Talbot entre los años 1981 y 1986. Es un hatchback de tres puertas, aunque también hubo una versión cabriolé de dos puertas. Durante mucho tiempo fue el único vehículo del segmento B con una versión descapotable, además del automóvil más barato de Europa.
Al igual que el Citroën LNA, el diseño del Samba se basa en el Peugeot 104, concretamente en la plataforma de larga distancia entre ejes del modelo de cinco puertas, pero con solo tres puertas. Se trata del primer modelo de Talbot creado por el Grupo PSA tras la adquisición de Chrysler Europe, así como del último turismo comercializado por la marca antes de su desaparición. Entre 1981 y 1986, fueron producidas en las factorías de Poissy y Villaverde 270 555 unidades; el año con mayor producción fue 1982, con 103 681 unidades. Tuvo por rivales a modelos como el Autobianchi A112, el MG Metro, el Renault 5, el Seat Fura, el Opel Corsa o el Volkswagen Polo entre otros.
El diseño del Samba se inició a mediados de los años 1970, cuando Talbot todavía pertenecía a Chrysler. La compañía quería crear un modelo compacto que sustituyera al Talbot Sunbeam y reavivara la actividad en la factoría de Glasgow; el proyecto recibió el nombre de C2-short e iba a ser una versión reducida del Talbot Horizon, pero finalmente fue desechado por falta de liquidez. Cuando PSA se hizo con el control de la división europea de Chrysler en 1979, recuperó el proyecto, aunque para reducir costes se rediseñó con componentes de otros modelos de Peugeot. El Talbot Samba llegó a los concesionarios en 1981 y se vendió bastante bien hasta 1984, cuando sus ventas —del mismo modo que la de todos los modelos de Talbot— empezaron a decrecer, por lo que el grupo liderado por Peugeot suprimió la marca en 1986 y el espacio que ocupaba el Samba fue abarcado por el Peugeot 205.
El motor utilizado por el Samba fue el PSA X o Douvrin, presente en otros vehículos contemporáneos como el Renault 14 o las primeras versiones del Peugeot 205. Se trata de un motor de tracción delantera con disposición transversal; tiene cuatro cilindros, dos válvulas por cilindro, y una cilindrada comprendida entre 954 y 1360 centímetros cúbicos según la versión. El vehículo tenía una longitud de 3520 mm, una anchura de 1530 mm, una altura de 1370 mm y una batalla de 2350 mm. El peso, según la versión, oscila entre 740 y 850 kilogramos.
La versión deportiva, el Talbot Samba Rallye, disputó varias competiciones oficiales entre 1982 y 1986. Entre sus resultados, destaca la victoria del piloto Antonio Zanini en el Campeonato de España de Rally de Tierra de 1984.

## Precedentes

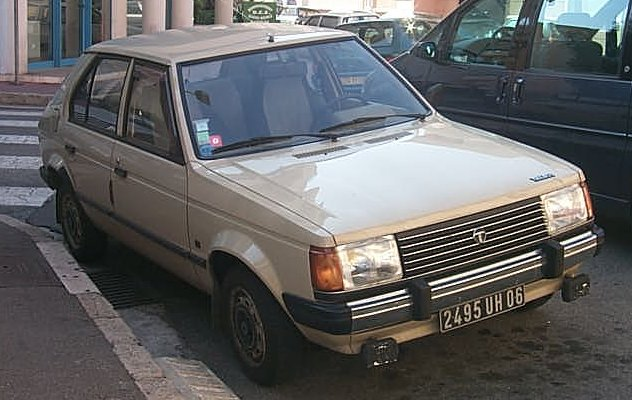
Chrysler Europe quiso sustituir al Sunbeam con un compacto basado en el Talbot Horizon. Finalmente el proyecto fue rechazado por falta de liquidez.

En 1976, la firma automovilísitica francesa Peugeot adquirió a su competidor Citroën. Esta absorción dio lugar a la creación del holding Grupo PSA, que en 1979 se hizo con Chrysler Europe. Para que se diferenciaran los modelos de esta última marca de la anterior etapa, PSA la rebautizó como Talbot en 1981. Entre los modelos que producía Chrysler destacaba el Sunbeam, renombrado como Talbot Sunbeam es su último año de producción, un vehículo de tracción trasera producido en Escocia que suponía el único automóvil del segmento B de la gama.
El Sunbeam había sido diseñado como un modelo provisional que permitiera mantener la producción en la fábrica de Glasgow —compartía la mayor parte de sus componentes con el Hillman Avenger, modelo producido en la factoría escocesa desde 1970— así como asegurar la presencia de Chrysler en el creciente mercado de los utilitarios. Ante los cada vez más modernos diseños de la competencia, se necesitaba un modelo de tracción delantera con el que hacer frente al resto de marcas. La división europea de Chrysler inició el diseño de una versión compacta del Chrysler Horizon, proyecto que recibió el nombre de desarrollo C2-short pero que nunca llegó a completarse debido a las dificultades económicas por las que atravesaba la firma.
Tras la incorporación de Chrysler Europe al Grupo PSA en julio de 1979, el holding liderado por Peugeot cerró la fábrica de Glasgow por considerarse esta ineficiente, lo que puso fin a la producción de los modelos Sunbeam y Avenger. PSA cosideraba que era necesaria la incorporación de turismos del segmento B a la gama de Talbot. En esos años, los automóviles utilitarios del grupo eran derivados del Peugeot 104, que contaba con versiones de tres y cinco puertas. Citroën fue la primera marca a la que se le aplicó un badge engineering —anglicismo que hace referencia a la comercialización de un mismo producto con diferentes nombres— el 104 tres puertas dio lugar al Citroën LNA y el 104 cinco puertas al Citroën Visa.

## Diseño y desarrollo

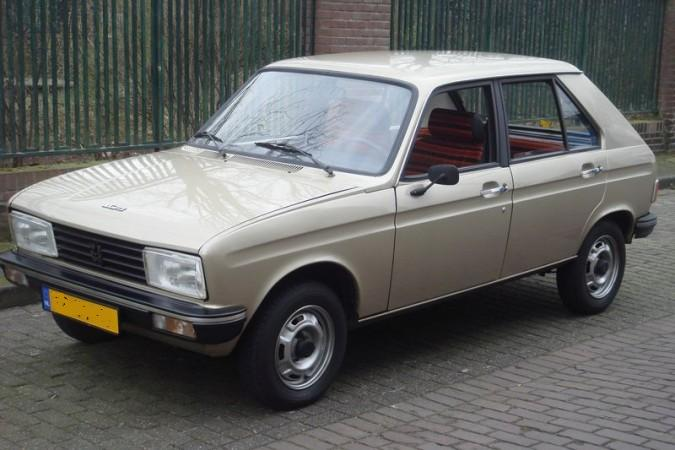
Peugeot 104, modelo del cual derivan el Citroën LNA, el Citroën Visa y el Talbot Samba.

En 1979 PSA decidió que el nuevo segmento B de la gama Talbot se basaría en el Peugeot 104, y no en el Horizon como había ideado Chrysler. El hecho de compartir estructura permitiría al nuevo modelo, denominado en el proceso de desarrollo proyecto C15 inicialmente y proyecto T15 tras el cambio de denominación de Chrysler a Talbot, salir a la venta en 1981 y reemplazar al Sunbeam cuando la fábrica de Glasgow cerrara a finales de ese año. Para evitar la competencia interna entre el nuevo modelo de Talbot y otros automóviles del grupo, como el Horizon o el proyecto en el que trabajaba Peugeot para sustituir al 104 —futuro Peugeot 205— el T15 se basó en una versión más corta de la carrocería de tres puertas del 104. Esta decisión hizo que el futuro Samba fuera algo más pequeño que otros modelos del segmento, como el Ford Fiesta o el Renault 5, aun así superó la longitud del MG Metro, sucesor del Mini.
Al igual que el resto de modelos de la gama de Talbot y Chrysler Europa, el diseño del proyecto T15 se llevó a cabo en el British Design Centre de Coventry, en Gran Bretaña. Las posibilidades durante el proceso de diseño eran muy limitadas, ya que el nuevo vehículo debía construirse sobre la base del 104, por lo que la directiva del Grupo PSA propuso a los diseñadores de Talbot que concibieran el proyecto como una reestilización del modelo de Peugeot. El prototipo resultante era distinto y presentaba un aspecto más moderno que su matriz, con quien solo compartía el capó y el portón trasero. Además, los acabados de la parte delantera se asemejaban más a los modelos de Chrysler que a los de Peugeot.

## Vida comercial

### Lanzamiento

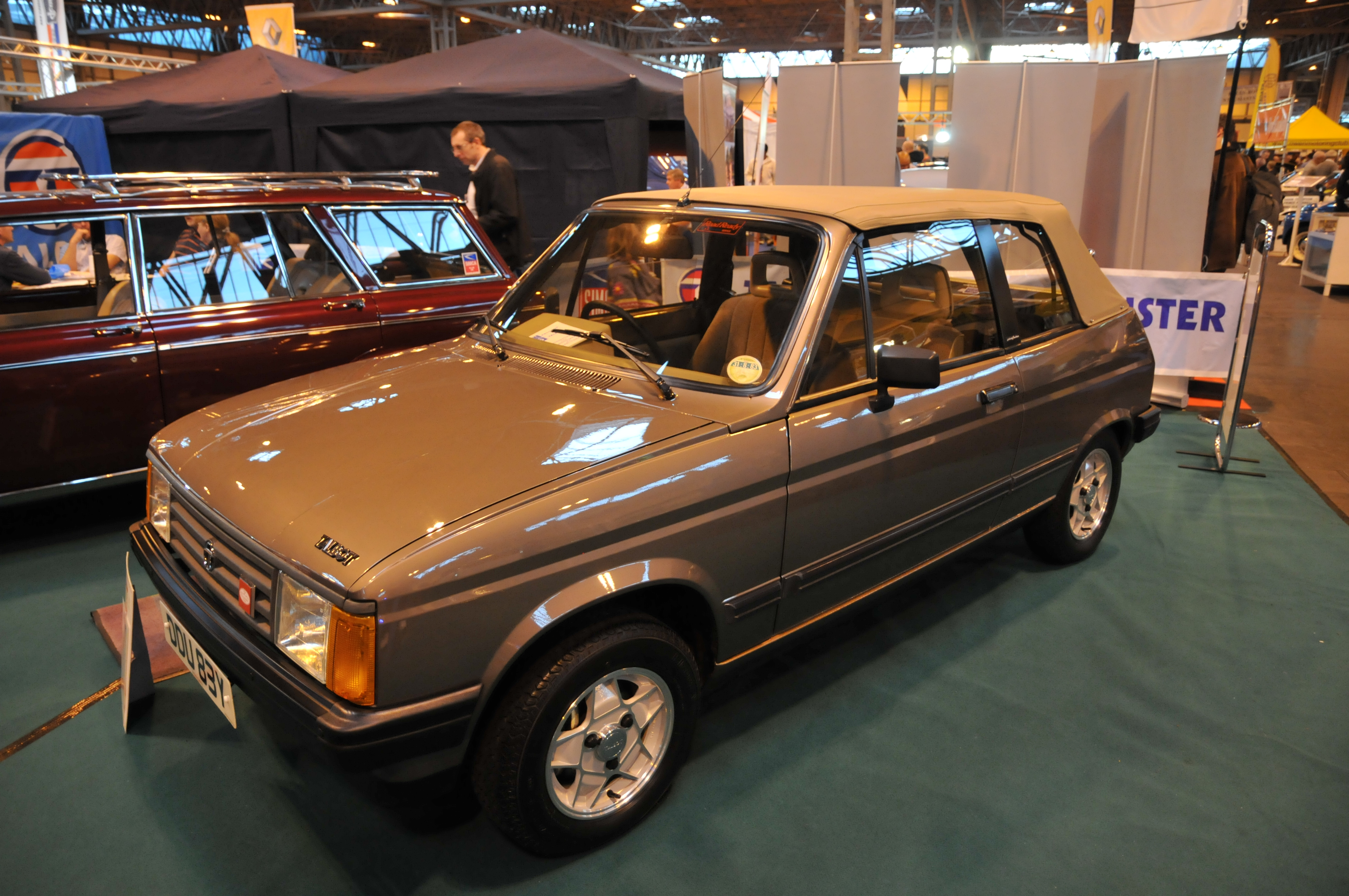
La presentación oficial del Talbot Samba se produjo a finales de 1981.

La producción en serie del T15 se inició en octubre de 1981 y la presentación oficial ante la prensa se produjo en diciembre con el nombre de Talbot Samba. A diferencia de otros modelos de la marca, como el Horizon, el Solara o el Chrysler 150, que eran producidos simultáneamente en Francia e Inglaterra, el Samba solo fue ensamblado en Poissy y en la Fábrica PSA de Madrid. Los primeros modelos contaban con una gama de motores compuesta por tres derivados del motor de cuatro cilindros PSA X, que compartía con el 104 y el LNA. La gama inicial estaba compuesta por las versiones Samba LS, con un motor XV de 954 centímetros cúbicos, Samba GL, con un XW de 1154 cc, y Samba GLS, con un XY de 1360 cc. El Samba GL fue apodado como «el coche más barato de Europa» según los niveles de consumo de combustible establecidos por la Comunidad Económica Europea (CEE), título que arrebató al Renault 5 pero que perdió poco después ante el MG Metro.
Aunque no fue presentado hasta diciembre, el Samba se vendía en Francia desde el 19 de noviembre. Ese mismo mes llegó a Italia y durante los meses siguientes al resto de concesionarios Peugeot-Talbot de Europa; Bélgica, Países Bajos, Luxemburgo, Alemania, Austria y Suiza en enero de 1982, Dinamarca, Suecia, Finlandia y Noruega en febrero y por último España, Portugal y Reino Unido en el mes de marzo.

### Recepción

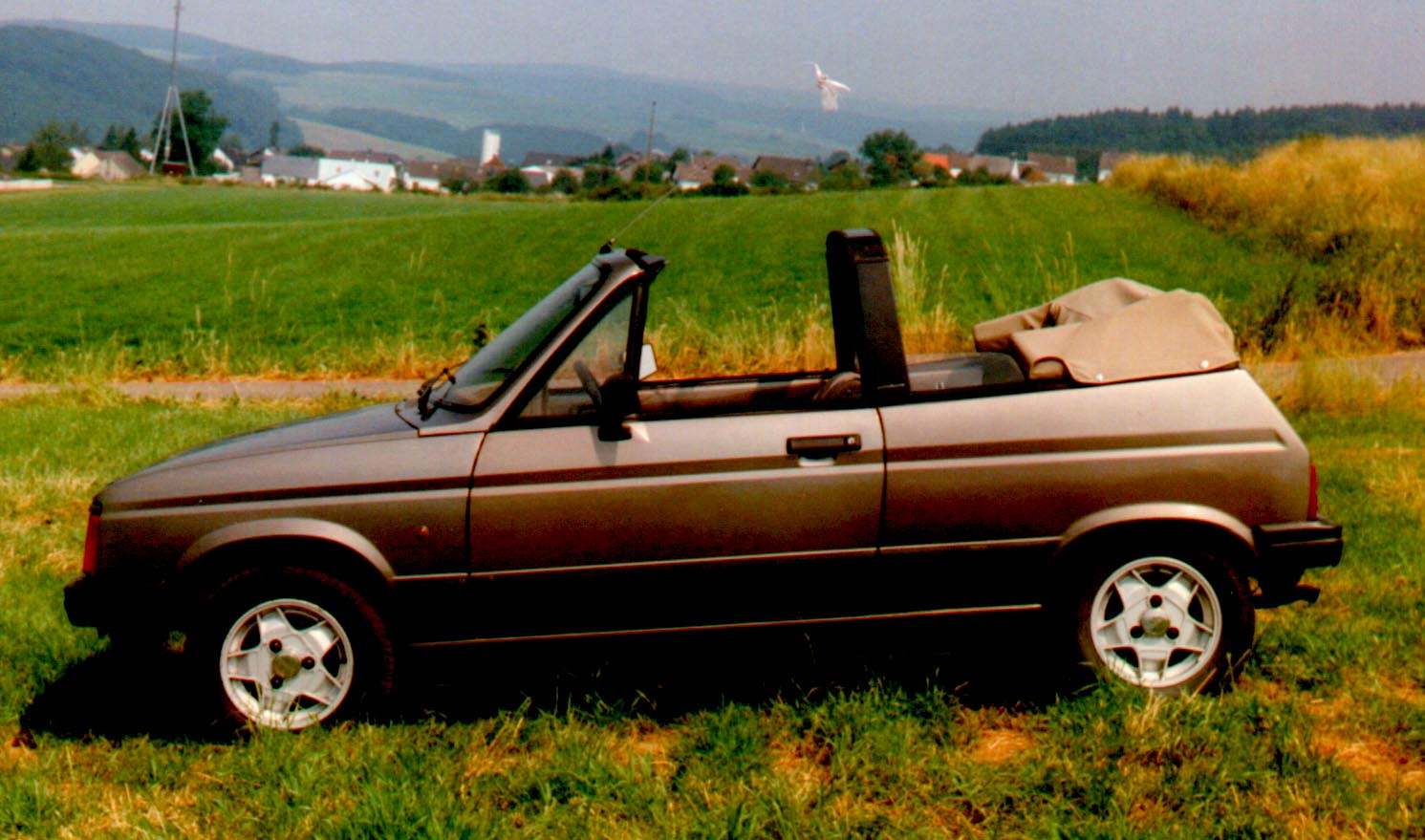
En 1982, la revista Motor 16 publicó una comparativa entre las versiones descapotable del Ford Escort y del Samba.

Por lo general, el vehículo recibió críticas positivas, aunque algunos críticos dijeron que las plazas traseras estaban muy limitadas o que era ruidoso a altas velocidades. Las críticas positivas elogiaron aspectos como el precio, el diseño, el rendimiento durante la conducción o su potencia en relación con su tamaño.
La revista Autopista llevó a cabo una comparativa entre el Samba y uno de sus competidores, el Seat Fura. El crítico Arturo Andrés elogió la suavidad de la conducción, el diseño general más moderno y el nivel de las prestaciones, aunque señaló como defectos la dirección lenta, con un radio de giro de 4,95 metros, o el poco espacio de las plazas traseras; Andrés afirmó que «Con la interesante solución de abatirse por mitades, la zona posterior del Samba resulta bastante justa de espacio para las rodillas», refiriéndose al asiento posterior y sobre la estabilidad dijo que «Incluso con un apoyo fuerte es difícil conseguir que el Samba se balancee de forma aparatosa».
A diferencia de Arturo Andrés, Jorge Silva, del semanario Motor 16, criticó negativamente el equipamiento del Samba, al que calificó de elemental. También evaluó negativamente la accesibilidad a las plazas traseras así como el ruido y las vibraciones emitidas por el vehículo. No obstante, admiró su buen comportamiento, su bajo consumo, su comodidad interior, su precio razonable —en comparación a otros modelos similares— y su buena suspensión. Silva dijo que «El pequeño de Talbot hace un uso bastante distinto de su potencia y es, sobre todo, ágil y nervioso». Dos meses antes, la misma revista había publicado una comparativa entre las versiones descapotables del Ford Escort y del Talbot Samba. El reportaje elogiaba la buena estabilidad, el consumo reducido, las amplias prestaciones y la transmisión resuelta del Samba; mientras que la mecánica ruidosa, la mala visibilidad hacia atrás, los ruidos de carrocería y el espacio trasero fueron reprobados.
En lo que a reconocimientos y premios se refiere, quedó en tercera posición en la elección del Coche del Año en España de 1983 con 1993 puntos, por detrás del Renault 9 (2343 puntos) y el Opel Corsa (2143 puntos). Además, en el mismo certamen, se hizo vencedor en la categoría «Relación prestaciones-consumo» con 377 puntos.

### Producción

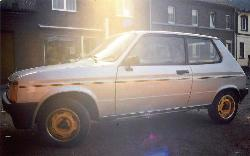
Talbot Samba Sympa.

Tras la incorporación en el Grupo PSA, Talbot se fusionó con Peugeot en 1982, por lo que el proceso de desarrollo, innovación y mejora del Samba se trasladó a Francia. Se disolvió el British Design Centre y muchos de sus diseñadores pasaron a trabajar para British Leyland, donde el antiguo jefe de desarrollo de Chrysler, Roy Axe, dirigía los proyectos. Para entonces PSA ya había iniciado el proceso de diseño de un nuevo modelo, basado en el Citroën AX, que sustituyera al Samba. Durante los años 1983 y 1984 se crearon varios prototipos —la mayoría consistían en variantes del AX adaptadas a la estética de Talbot— pero los buenos resultados comerciales cosechados por los utilitarios de Peugeot y Citroën hicieron que PSA cancelara el desarrollo de una tercera línea del segmento B. El Samba se vendió bastante bien a lo largo de 1982 y 1983, con 103 681 y 81 166 unidades producidas respectivamente, pero a partir de 1984 descendieron las ventas. Esto se debió, principalmente, al envejecimiento del modelo así como a la competencia interna entre el Peugeot 205 y el pequeño Talbot.
Para mantener el interés de los consumidores en el Samba durante sus últimos años de producción, PSA lanzó algunas versiones especiales y series limitadas del modelo entre 1984 y 1986. Estaban basadas en el Samba Copacabana y fueron bautizadas como Sympa, Bahia, Trio o Pullman.Dotaban al Samba de un aspecto más juvenil y dinámico, que incluía pintura metalizada con colores chillones —azul, amarillo o rojo— radiocasete, techo solar y tapicería de tela vaquera. La inclusión de este equipamiento se debió a que PSA buscaba vender el Samba como un automóvil destinado a conductores noveles. Finalmente todas estas prestaciones, a excepción del colorido, venían de serie en las últimos modelos, para aumentar así las ventas finales.
El Samba no fue el único Talbot amenazado por el desinterés de los conductores; a medida que pasaban los años 1980 las ventas de la marca decrecían y gradualmente se fue reduciendo la gama. En 1984 Peugeot empezó a diseñar un sucesor para el Samba, basado en el prototipo del Citroën AX, pero el proyecto fue cancelado cuando el holding tomó la decisión de suprimir la gama de Talbot. En 1986 se puso fin a la producción del Talbot Samba y del Citroën Visa; en 1987 salió a la venta el AX, sucesor del Visa, pero no un modelo similar que sustituyera al Samba. El único modelo de Talbot cuyo proyecto no había sido suprimido, el Arizona, se vendía como Peugeot 309 desde 1985. El cese de la producción del Talbot Horizon en Finlandia ese mismo año supuso el final de la marca, aunque la furgoneta Talbot Express —una de las versiones de la Sevel Sud— continuó disponible hasta 1994 en Reino Unido.

## Especificaciones técnicas

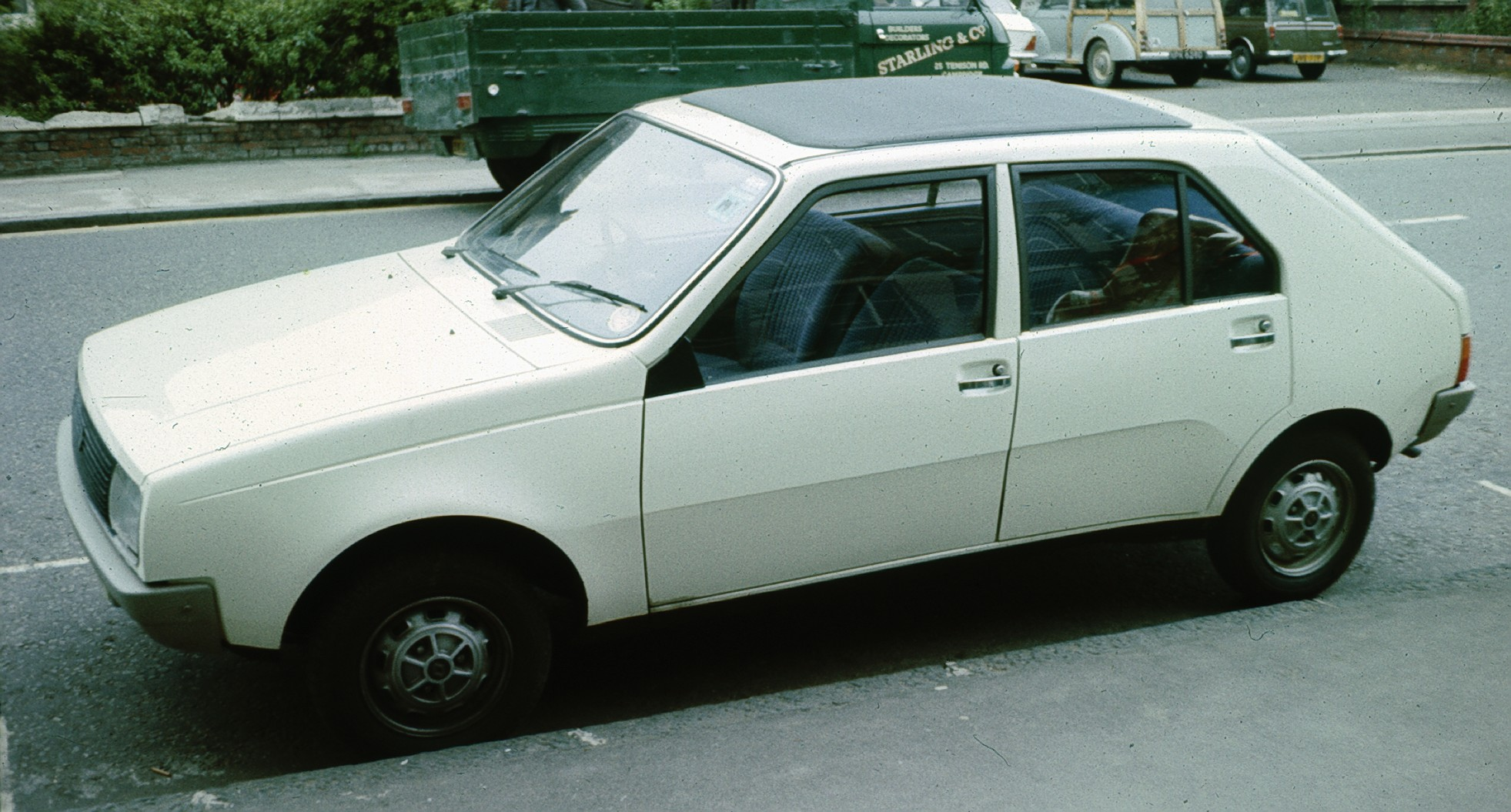
El Renault 14 estaba equipado con el mismo motor que el Talbot Samba, el Douvrin.

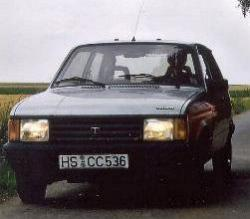
Vista frontal del Talbot Samba.

El Talbot Samba es un hatchback de tres puertas con carrocería monocasco y autoportante. Lo componen dos cuerpos, uno delantero ocupado por el motor y otro trasero destinado al transporte de pasajeros y equipaje; en el Samba pueden viajar hasta cuatro adultos —incluyendo al conductor— y el maletero tiene una capacidad de 225 litros. Las puertas laterales constan de cristales descendentes mientras que el portón trasero tiene un cristal fijo. El vehículo tiene una longitud de 2520 mm, una anchura de 1530 mm, una altura de 1370 mm y una batalla de 2350 mm. El peso, según la versión, oscila entre 740 y 850 kilogramos.
Se trata de un automóvil de tracción delantera con disposición transversal. El motor utilizado fue el PSA X o Douvrin,presente en modelos del grupo PSA y de Renault como el Peugeot 205 o el Renault 14; tiene cuatro cilindros, dos válvulas por cilindro, y una cilindrada comprendida  entre 954 y 1430 centímetros cúbicos según la versión. La potencia es transmitida a las ruedas por una transmisión manual de cuatro o cinco velocidades más la marcha atrás montada en la parte delantera. La relación entre la potencia y el peso del vehículo es de 0,1171 PS/kg. La refrigeración es por agua en circuito hermético mientras que el combustible utilizado es la gasolina, que se almacena en un depósito de cuarenta litros de capacidad situado bajo el maletero. El embrague es monodisco con acoplamiento elástico en seco, posee tope de desembrague guiado a bolas y autocentrante.
Según la versión podía calzar uno u otro tipo de llantas. No obstante, a excepción de las más deportivas como el Samba S, GLS o Rallye, la más frecuente es la de 235 milímetros con una anchura de 165 milímetros tanto en la parte delantera como en la parte trasera. El código de los neumáticos más común es el 165/70 R 13. El automóvil presenta un perímetro de giro de diez metros y un coeficiente aerodinámico de 0,4. Los frenos delanteros son de disco, mientras que los traseros son de tambor.
Tal y como se ha mencionado anteriormente, el Talbot Samba incorporaba el motor PSA X fabricado en Douvrin. Dicha motorización fue montada en automóviles entre los años 1972 y 1990, por lo que el Samba fue junto al 205 uno de los últimos modelos en poseerlo. Cuatro fueron las versiones del PSA X presentes en el pequeño de Talbot, con cilindradas comprendidas entre los 900 y los 1000 cc.

### Motorizaciones
| Versiones                      | LS                                            | LS, GL                                        | Rallye                                        | GLS                                           | GLS, S                                        |           |           |           |
| Identificación del motor       | XV8                                           | XW7                                           | X27R                                          | XY6B                                          | XY8                                           |           |           |           |
| Tipo de motor                  | L4 8v, carburación                            | L4 8v, carburación                            | L4 8v, doble carburación de doble cuerpo      | L4 8v, carburación de doble cuerpo            | L4 8v, doble carburación                      |           |           |           |
| Diámetro x carrera             | 70.0 mm × 62.0 mm                             | 72.0 mm × 69.0 mm                             | 75.0 mm × 69.0 mm                             | 75.0 mm × 77.0 mm                             | 75.0 mm × 77.0 mm                             |           |           |           |
| Cilindrada                     | 954 cm³                                       | 1124 cm³                                      | 1219 cm³                                      | 1360 cm³                                      | 1360 cm³                                      |           |           |           |
| Potencia máxima: CV (kW) @ rpm | 45 CV (33 kW) @ 6000                          | 50 CV (36 kW) @ 6000                          | 90 CV (66 kW) @ 6700                          | 72 CV (52 kW) @ 6000                          | 80 CV (58 kW) @ 5800                          |           |           |           |
| Par máximo: Nm @ rpm           | 66 Nm @ 3000                                  | 84 Nm @ 2500                                  | 103 Nm @ 5400                                 | 103 Nm @ 3000                                 | 108 Nm @ 2800                                 |           |           |           |
| Tracción                       | Delantera                                     | Delantera                                     | Delantera                                     | Delantera                                     | Delantera                                     | Delantera | Delantera | Delantera |
| Transmisión                    | Manual, 4 velocidades / Manual, 5 velocidades | Manual, 4 velocidades / Manual, 5 velocidades | Manual, 4 velocidades / Manual, 5 velocidades | Manual, 4 velocidades / Manual, 5 velocidades | Manual, 4 velocidades / Manual, 5 velocidades |           |           |           |

### Relación de marchas
En la siguiente tabla se muestra la relación de marchas de las cinco velocidades más la marcha atrás del Talbot Samba. Se entiende como relación de marchas o razón de cambio la proporción existente entre la rueda y el piñón. Por ejemplo, una razón de cambio 4:1 quiere decir que por cada vuelta completa que da el piñón de la marcha, la rueda da cuatro vueltas.
| Marcha   | 1      | 2      | 3      | 4      | 5      | Marcha atrás |
| -------- | ------ | ------ | ------ | ------ | ------ | ------------ |
| Relación | 3.88:1 | 2.29:1 | 1.50:1 | 1.12:1 | 0.90:1 | 3.54:1       |

## Versiones

### Gama básica
Samba LS

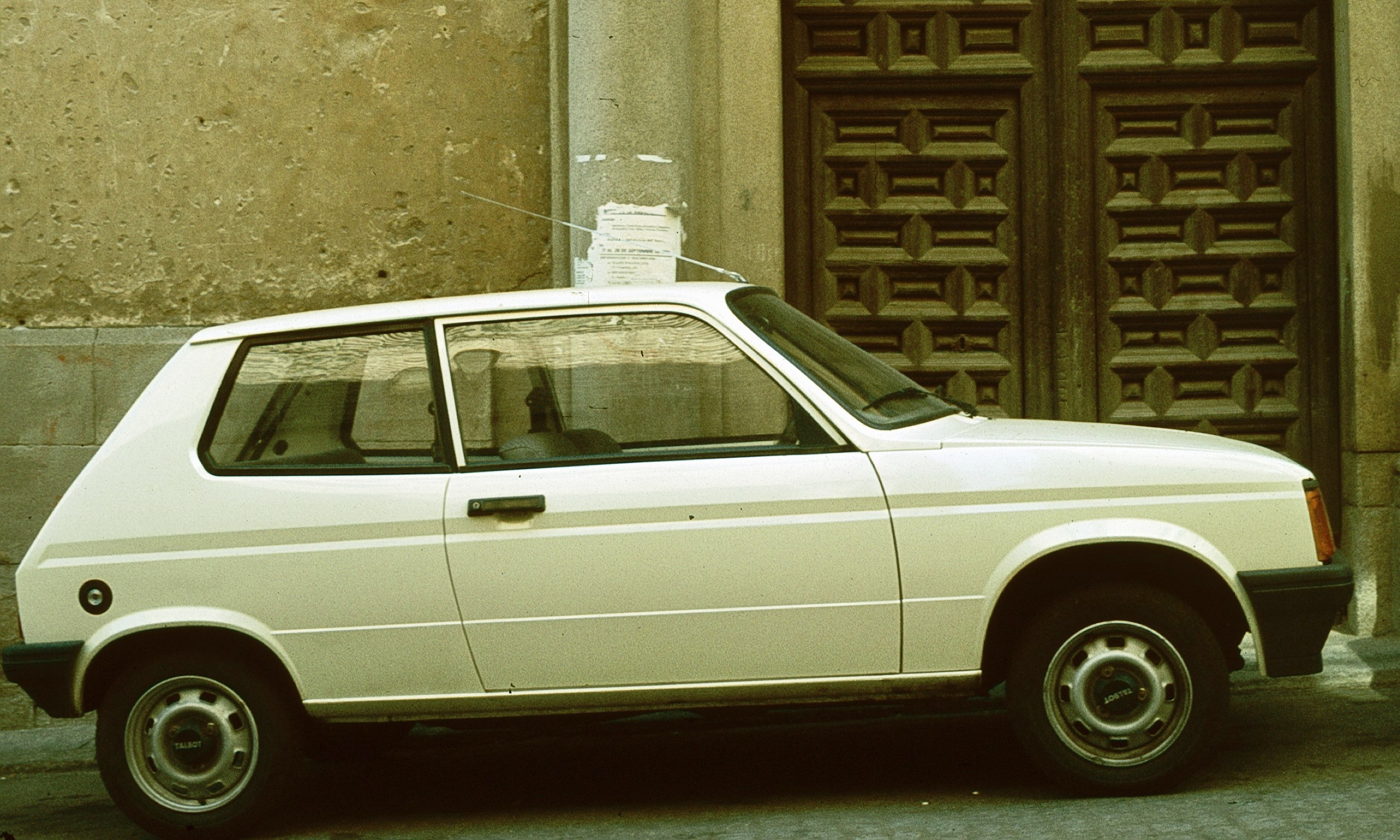
Talbot Samba LS.

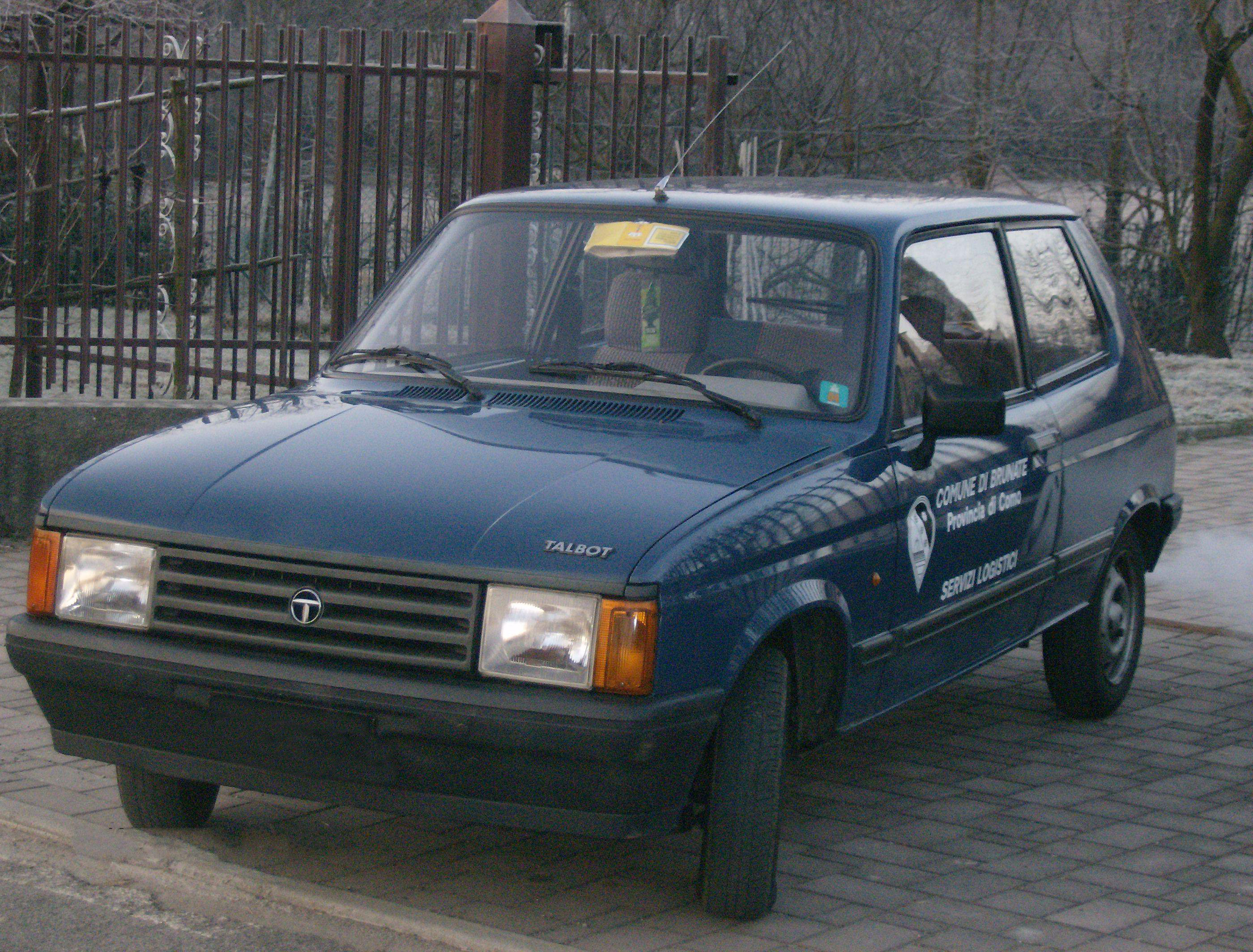
Talbot Samba GL.

También comercializado como Samba LC y Samba LE, era la versión más básica de la gama, que estuvo disponible durante 1981 y 1982. Las primeras unidades estaban equipadas con un motor de 954 cc (45 CV) que alcanzaba una velocidad máxima de 135 km/h, pero posteriormente se introdujo una motorización de 1124 cc y 54 CV; la transmisión era manual de cuatro velocidades. Pesaba 740 kilogramos, en su interior cabían cuatro adultos y su depósito de combustible tenía capacidad para albergar hasta cuarenta litros.
Samba GL
El Talbot Samba GL presentaba una motorización de 1124 cc, que desarrollaba 54 CV. Se trata del nivel medio de la gama, que fue producido entre 1981 y 1985. Podía llegar a alcanzar los 136 km/h y al igual que otras versiones del modelo, contaba con una transmisión manual de cuatro velocidades, cuatro plazas y un depósito con capacidad para cuarenta litros de combustible. De esta versión se crearon dos derivados; el Samba GR, con una motorización idéntica a la del GL pero que desarrollaba una mayor potencia (57 CV) y por tanto una mayor velocidad máxima (145 km/h), y el Samba SR, con un motor de 1219 cc y una potencia de 57 CV que no le permitía alcanzar cruceros superiores a los del GR pero si ir más desahogado y consumir menos combustible.
Samba GLS
Concebido como automóvil deportivo, era la versión más alta de la gama Samba. Estaba equipado con un motor de 1360 cc que rendía 72 CV y podía llegar a alcanzar los 168 km/h. En 1984 salió a la venta una segunda fase del GLS, que como novedad respecto a la primera tenía una motorización que rendía 80 CV. Se diferenciaba del resto de la gama por incorporar unos neumáticos más grandes, que le daban mayor estabilidad, llantas, embellecedores y un volante con acabados deportivos. Francia fue el país donde más se vendió, ya que en otros estados europeos fueron comercializados derivados del mismo.
Samba S
Peugeot-Talbot comercializó la versión S del Samba en España y Gran Bretaña. Se trataba de un híbrido formado por componentes del GLS, el Rallye, la serie limitada Sympa y el Talbot Horizon. Al igual que el GLS de 1984, contaba con un motor de 1360 cc (80 CV), una velocidad máxima de 168 km/h, una aceleración de 0 a 100 km/h en 11,7 segundos y un equipamiento más deportivo que el resto de la gama. Incorporaba además una trasmisión manual de cinco velocidades, encendido electrónico, reposacabezas calado, parabrisas laminado, servofreno, espejo exterior con reglaje interior, encendedor eléctrico, reloj de cuarzo y asiento trasero abatible en dos partes.

### Especiales
Cabrio

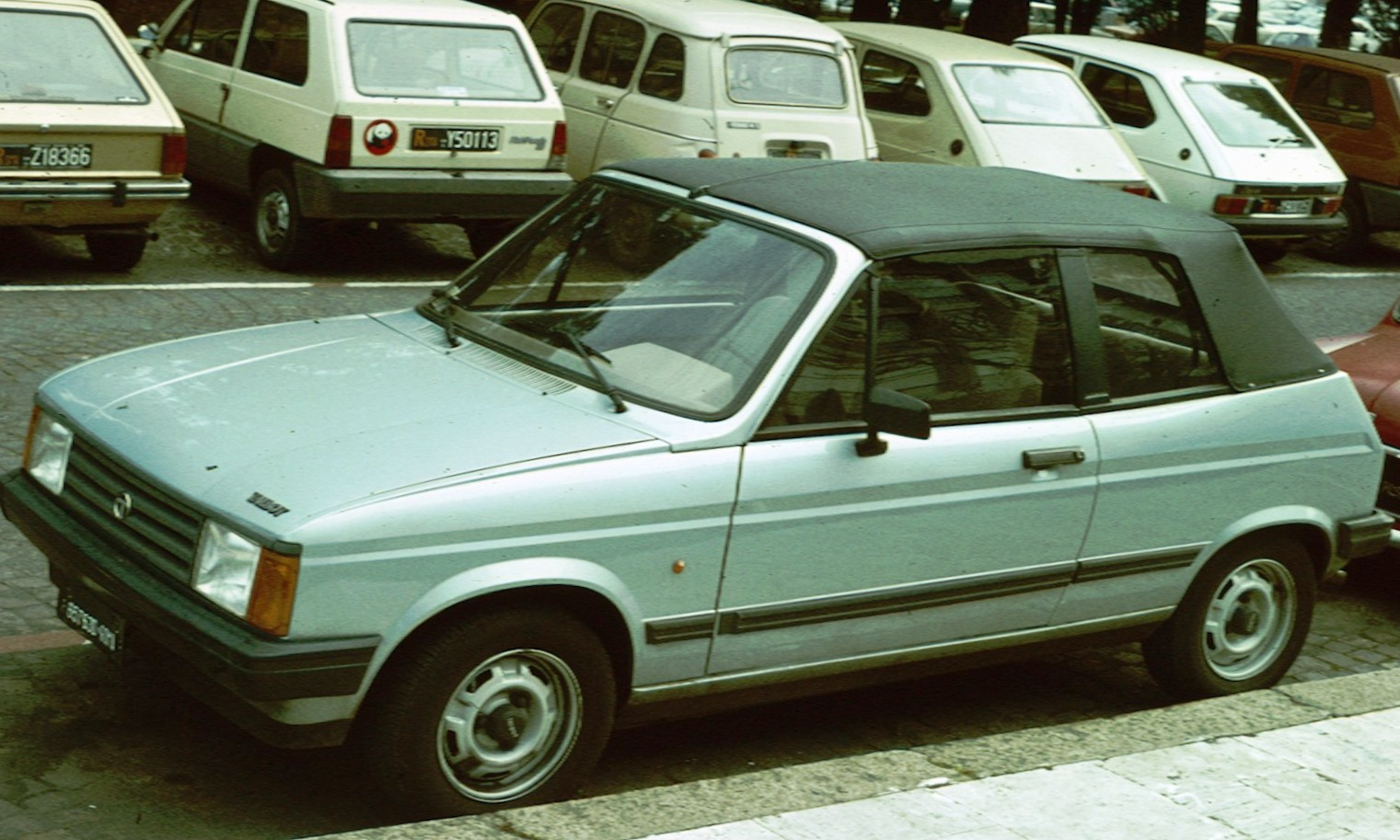
Talbot Samba Cabrio

En un intento de hacer el vehículo más atractivo que sus competidores, tanto de otros fabricantes como del propio grupo, Peugeot lanzó al mercado una sugerente versión hatchback descapotable de dos puertas. A pesar de que ya fue anunciada junto con el modelo estándar en las primeras presentaciones, el Samba Cabrio no salió a la venta hasta 1982. Su diseño es obra de Pininfarina, firma italiana que colaboraba con Peugeot desde los años 1960, y su motor el PSA XY (1360 cc); disponibles dos variantes de 53 y 59 kilowatios (73 y 80 PS), la segunda solo hasta 1984. Cuando salió a la venta se trataba del único vehículo del segmento B descapotable, aunque poco después varios fabricantes lanzaron sus propios cabiolé, como el Peugeot 205 CTi Cabriolet, el Citroën Visa Cabriolet, el Renault Supercinco Belle Ile, el EBS Cabriolet, el Volkswagen Polo Treser Cabrio Tuner, el Seat Ibiza Cabrio o los creados por el carrocero español Emelba. En total fueron producidas 13 062 unidades.
Rallye

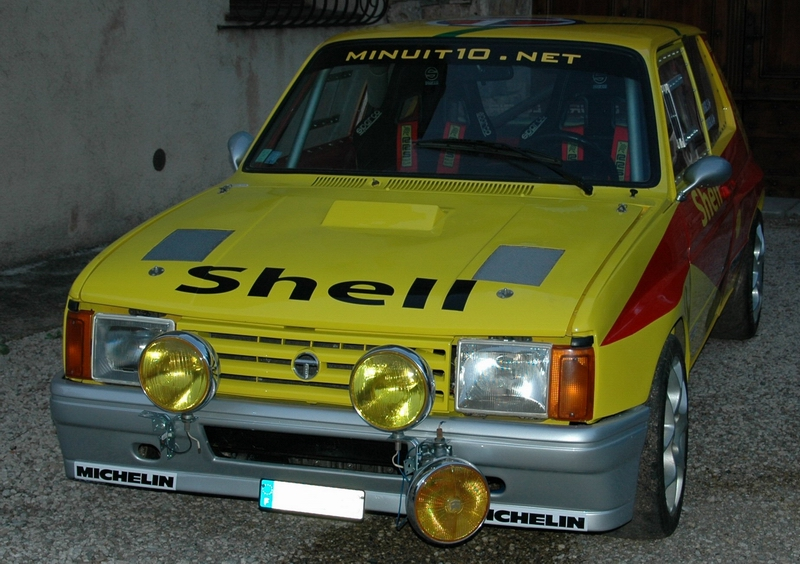
Una de las versiones Talbot Samba Rallye diseñada para competir en las pruebas del Grupo B.

Tras los buenos resultados cosechados por el Simca 1000 y el Talbot Sunbeam en pruebas de rally, PSA creó el Talbot Samba Rallye. Estaba equipado con un motor PSA XW de 1219 cc y una potencia de 66 kilovatios (90 PS); exteriormente estaba disponible en blanco o rojo, el capó y los laterales estaban cubiertos por franjas bicromáticas. En 1985 salió a la venta una segunda versión, equipada con un motor de 1360 cc y una potencia de 59 kilovatios (80 PS) pero sin las franjas de color. Para poder ser homologado como Grupo B se creó una versión especial, denominada «Peugeot Talbot Sport Samba Rallye», que contaba con un motor de 1285 cc, una potencia de 96 kilovatios (130 PS) y que precedió al Peugeot 205 Turbo 16.
Participó en varias pruebas de rally entre 1982 y 1986; el mayor éxito lo obtuvo Antonio Zanini, quien quedó primero en el Campeonato de España de Rally de Tierra de 1984 a los mandos de un Samba. Además de las competiciones oficiales, entre 1983 y 1984 se llevó a cabo el Trofeo Samba, organizado por el Club PTS y en el que solo participaban versiones del Talbot Samba. El trofeo constó de ocho pruebas disputadas en distintos puntos de Francia, en las que participaron hasta 65 pilotos.

### Suiza
Al igual que en muchos otros países europeos, el Talbot Samba también se vendió en la Confederación Helvética. Las versiones disponibles en el mercado suizo fueron las LS, GL, GLS y Cabrio a partir de 1984. Se diferencia del resto de gamas europeas por el interior —con una tapicería y unos acabados más propios de un vehículo de alta gama— y por la incorporación de un sistema de Recirculación de Gases de Escape (EGR por sus siglas en inglés) que retornaba parte de los gases de combustión al carburador para minimizar las emisiones de dióxido de carbono.

## Equipamiento
El equipamiento del Talbot Samba está compuesto por todas aquellas prestaciones que hacen más sencillo su uso. Gran parte aparece de serie en todas las versiones del automóvil, aunque también hay extras que solo estaban disponible en determinadas o que lo estaban si el comprador pagaba más por ello. Los modelos de importación eran los que contaban con un mayor nivel de equipamiento, en contraposición con el Samba de la gama básica. En las siguientes tablas aparecen las prestaciones con las que contaban las distintas versiones del vehículo, que podían venir incorporadas de serie, ser una opción bajo previo pago o directamente no estar disponibles.

### Panel de instrumentos
| Prestación                                                | Samba         | Samba LS      | Samba GL      | Samba Cabrio  | Samba Rallye |
| --------------------------------------------------------- | ------------- | ------------- | ------------- | ------------- | ------------ |
| Cuentakilómetros                                          | De serie      | De serie      | De serie      | De serie      | De serie     |
| Cuentarrevoluciones electrónico                           | No disponible | No disponible | No disponible | De serie      | De serie     |
| Estárter                                                  | De serie      | De serie      | De serie      | No disponible | De serie     |
| Indicador de la presión del aceite lubricante en el motor | De serie      | De serie      | De serie      | De serie      | De serie     |
| Indicador de la temperatura del refrigerante del motor    | De serie      | De serie      | De serie      | De serie      | De serie     |
| Indicador de las luces encendidas                         | De serie      | De serie      | De serie      | De serie      | De serie     |
| Indicador del freno de estacionamiento                    | De serie      | De serie      | De serie      | De serie      | De serie     |
| Indicador del nivel de agua                               | De serie      | De serie      | De serie      | De serie      | De serie     |
| Indicador del nivel del carga de la batería               | De serie      | De serie      | De serie      | De serie      | De serie     |
| Indicador del nivel de combustible                        | De serie      | De serie      | De serie      | De serie      | De serie     |
| Reloj de cuarzo                                           | No disponible | No disponible | De serie      | De serie      | De serie     |

### Confort
| Prestación                                | Samba         | Samba LS      | Samba GL      | Samba Cabrio  | Samba Rallye  |
| ----------------------------------------- | ------------- | ------------- | ------------- | ------------- | ------------- |
| Alfombrillas                              | De serie      | De serie      | De serie      | De serie      | De serie      |
| Altavoces                                 | Optativo      | No disponible | No disponible | No disponible | Optativo      |
| Asientos delanteros abatibles 1/3-2/3     | No disponible | No disponible | Optativo      | Optativo      | Optativo      |
| Asientos delanteros basculantes           | Optativo      | No disponible | No disponible | No disponible | No disponible |
| Asientos delanteros basculantes abatibles | No disponible | Optativo      | No disponible | No disponible | No disponible |
| Asiento trasero abatible                  | De serie      | De serie      | De serie      | De serie      | De serie      |
| Cenicero                                  | De serie      | De serie      | De serie      | De serie      | De serie      |
| Elevalunas eléctrico                      | No disponible | No disponible | No disponible | De serie      | No disponible |
| Encendedor                                | No disponible | No disponible | De serie      | De serie      | No disponible |
| Guantera                                  | De serie      | De serie      | De serie      | No disponible | De serie      |
| Guantera (con luz y puerta)               | No disponible | No disponible | No disponible | De serie      | No disponible |
| Guanteras laterales delanteras            | No disponible | No disponible | De serie      | De serie      | No disponible |
| Guanteras laterales traseras              | No disponible | No disponible | No disponible | De serie      | No disponible |
| Maletero tapizado                         | No disponible | De serie      | De serie      | De serie      | De serie      |
| Parasol derecho                           | No disponible | De serie      | De serie      | De serie      | De serie      |
| Parasol izquierdo                         | De serie      | De serie      | De serie      | De serie      | De serie      |
| Radio                                     | De serie      | De serie      | De serie      | De serie      | De serie      |
| Reposabrazos                              | De serie      | De serie      | De serie      | De serie      | De serie      |
| Reposacabezas                             | No disponible | No disponible | De serie      | De serie      | De serie      |
| Tapicería                                 | De serie      | De serie      | De serie      | De serie      | De serie      |
| Ventilador frío/calor                     | De serie      | De serie      | De serie      | De serie      | De serie      |

### Cristales
| Prestación                                   | Samba         | Samba LS      | Samba GL      | Samba Cabrio  | Samba Rallye  |
| -------------------------------------------- | ------------- | ------------- | ------------- | ------------- | ------------- |
| Cristales tintados                           | No disponible | No disponible | No disponible | Opcional      | Opcional      |
| Parabrisas laminado                          | Opcional      | De serie      | De serie      | No disponible | De serie      |
| Parabrisas laminado con esmaltado periférico | No disponible | No disponible | Opcional      | De serie      | No disponible |
| Limpialuneta trasera                         | No disponible | No disponible | De serie      | No disponible | De serie      |
| Limpiaparabrisas de dos velocidades          | De serie      | De serie      | De serie      | De serie      | De serie      |
| Luneta trasera térmica                       | De serie      | De serie      | De serie      | No disponible | De serie      |

### Seguridad
| Prestación                                  | Samba         | Samba LS      | Samba GL      | Samba Cabrio  | Samba Rallye  |
| ------------------------------------------- | ------------- | ------------- | ------------- | ------------- | ------------- |
| Asas                                        | No disponible | No disponible | De serie      | No disponible | De serie      |
| Cinturones de seguridad                     | De serie      | De serie      | De serie      | De serie      | De serie      |
| Protectores laterales                       | No disponible | No disponible | De serie      | De serie      | No disponible |
| Retrovisor exterior derecho                 | No disponible | No disponible | No disponible | De serie      | No disponible |
| Retrovisor interior con antideslumbramiento | No disponible | No disponible | De serie      | De serie      | No disponible |

### Luces
| Prestación                   | Samba         | Samba LS      | Samba GL      | Samba Cabrio | Samba Rallye |
| ---------------------------- | ------------- | ------------- | ------------- | ------------ | ------------ |
| Faros con lámparas halógenas | No disponible | No disponible | No disponible | De serie     | De serie     |
| Luz antiniebla trasera       | De serie      | De serie      | De serie      | De serie     | De serie     |
| Luz de marcha atrás          | De serie      | De serie      | De serie      | De serie     | De serie     |
| Luz en el maletero           | No disponible | No disponible | No disponible | De serie     | De serie     |

### Exterior
| Prestación                 | Samba         | Samba LS      | Samba GL      | Samba Cabrio | Samba Rallye  |
| -------------------------- | ------------- | ------------- | ------------- | ------------ | ------------- |
| Antena                     | No disponible | No disponible | Optativo      | Optativo     | No disponible |
| Color metalizado barnizado | No disponible | Optativo      | Optativo      | Optativo     | No disponible |
| Color negro barnizado      | No disponible | Optativo      | Optativo      | Optativo     | Optativo      |
| Llantas de aleación        | No disponible | No disponible | No disponible | De serie     | Optativo      |

## Miscelánea
- El Talbot Samba fue el primer premio del sorteo La Goleada más importante del Mundial 82, organizado por Galerías Preciados y La Hora de Andalucía en junio de 1982 con motivo de la Copa Mundial de Fútbol disputada en España ese año.[37]
- En 2009, el automovilista Jeremy Clarkson lanzó un Talbot Samba Cabrio de 1984 desde una catapulta. Una cámara registró como el vehículo alcanzaba una velocidad de 264 km/h justo antes de empotrarse contra un muro y explotar.[38]
- El vehículo ha aparecido en películas como Un pez llamado Wanda,[39] o El caso Bourne,[40] y en series de televisión como Turno de oficio,[41] o Compañeros,[42] así como en muchas otras muestras de expresión audiovisuales.[43]